# GBI-Genios
GBI-Genios Deutsche Wirtschaftsdatenbank GmbH ist ein kommerzieller Anbieter (Host) von elektronischen Presse-, Unternehmens- und Wirtschaftsinformationen im Volltext. Die Rechercheportale richten sich vorwiegend an Bibliotheken und Unternehmen. GBI-Genios ist eine Tochtergesellschaft der Frankfurter Allgemeinen Zeitung und der Handelsblatt Media Group (frühere Verlagsgruppe Handelsblatt).

## Geschichte
Der Datenbankhost bündelt seit der Fusion 2005 die Daten-Angebote von GBI (German Business Information, ursprünglich Gesellschaft für Betriebswirtschaftliche Information) und Genios (German Network Information Online Service). Beide Unternehmen waren seit Jahrzehnten als Informations-Aggregatoren am Markt (GBI seit 1978, Genios seit 1985). Zusätzlich bot GBI von Beginn an wissenschaftlich aufbereitete Informationen an (Bibliografien, Zusammenfassungen, Themendossiers) und wurde mit dem Produkt wiso schnell zum Marktführer im deutschsprachigen Hochschulbereich. Genios hatte hingegen mit der Datenbank des Handelsblattes einen gleichsam eigenen Inhalt, der exklusiv vermarktet werden konnte.
Am 8. April 2024 kam es zu einem Ransomeware-Angriff, woraufhin das Portal bis zum 26. April 2024 nicht mehr erreichbar war. Seit dem 28. Mai 2024 sind alle Dienste laut Genios wieder im Regelbetrieb erreichbar.

## Datenbanken
Über ein Internetportal können Unternehmens- und Privatkunden vornehmlich deutsche Quellen recherchieren. GBI-Genios ist Partner von diversen Verlagen, Newsproduzenten und Forschungseinrichtungen. Das Spektrum der angebotenen Daten reicht daher von 300 Zeitungen im Volltext über 60 Millionen Unternehmensinformationen bis zu E-Books, Themendossiers und Arbeitshilfen für die tägliche Praxis. Darüber hinaus können für die meisten Quellen auch Rechte zur Weiterverbreitung erworben werden.
Die Nutzung der gefundenen Volltext-Dokumente wird pro Artikel oder pauschal abgegolten. GBI-Genios führt einen Teil der Abgeltungssumme an die jeweiligen Urheber und Rechteinhaber ab.
Das Angebot umfasst redaktionell bearbeitete Informationen, wie sie Zeitungen und Zeitschriften bereitstellen. GBI-Genios bündelt alle near-time-Arten deutschsprachiger Wirtschaftsinformationen, ergänzt um internationale Inhalte. Die insgesamt ca. 1.000 Quellen kann man grob in die Bereiche Tages- und Wochenpresse, Unternehmens-, Personen-, Branchen- und Marktinformationen, Fachpresse, Literaturnachweise und Praxistools gliedern. Schwerpunkte liegen im Unternehmensbereich und bei der Presse. Das Spektrum der Unternehmensinformationen umfasst Bonitätsauskünfte, Unternehmensprofile, Jahresabschlüsse und Bilanzen sowie Handelsregister-Bekanntmachungen, Beteiligungen, Marken und Produkte. Quellen bekannter Anbieter wie Bundesanzeiger, Creditreform, Dun & Bradstreet und Hoppenstedt werden durch Spezialanbieter wie z. B. Schutzmarkendienst und bedirect ergänzt.
Im Bereich der Tages- und Wochenpresse verfügt das Angebot von Genios über 300 Quellen, davon 180 deutsch- und 120 englischsprachige Titel (56 % aus den USA, 32 % aus Europa und 13 % aus dem Raum Asien und Afrika). Die 450 Fachpressequellen gliedern sich in 25 Branchen und elf betriebliche Funktions- sowie vier wissenschaftliche Bereiche.
Eigene Angebote wie Genios Wirtschaftswissen (Zusammenfassungen zu aktuellen Themen der Wirtschaft), die Datenbanken Genios Statistiken (Markt- und Brancheninformationen) und Bliss (betriebswirtschaftliche Literaturdatenbank) sowie Genios Branchenwissen (Berichte zu den 15 Kernbranchen der deutschen Wirtschaft) ergänzen das Angebot.